# Майстер, Йозеф
Йозеф Майстер или Жозеф Мейстер (нем. Joseph Meister — родился и вырос в Эльзасе, поэтому имя и фамилия немецкие; 21 февраля 1876 — 16 июня 1940) — первый человек, который был спасён от бешенства.

## Биография
В 1885 году 9-летнего мальчика укусила бешеная собака. Сельский врач посоветовал его матери обратиться к уже знаменитому тогда Луи Пастеру. Мать привезла ребёнка в Париж, где Пастер как раз закончил успешные опыты на животных, вакцинируя собак ослабленным вирусом. Проблема состояла в том, что у Пастера не было лицензии врача, так что лечить ребёнка он, по закону, не имел права. Однако было совершенно ясно, что без лечения мальчик умрёт. Поэтому Пастер решился. Мейстеру на протяжении 14 дней вводились всё более сильные дозы мозговой ткани заражённого бешенством кролика, в результате чего он так и не заболел бешенством. Успех опыта привёл к быстрому развитию лечения бешенства и вакцинации от него.
Спасённый Майстер посвятил Пастеру всю оставшуюся жизнь: он работал сторожем в Пастеровском институте.
24 июня 1940 года, через десять дней после вторжения немецкой армии в Париж во время Второй мировой войны, Мейстер покончил жизнь самоубийством с помощью своей газовой печи.
По одной из версий Майстер совершил самоубийство, так как немецкие солдаты потребовали от него вскрыть гробницу Пастера. Эти сведения опровергаются статьёй в журнале Veterinary Medicine, а также показаниями внучки Мейстера. Оба источника указывают: он был подавлен чувством вины за то, что отослал свою семью из оккупированного Парижа, думая, что это привело к их смерти. По трагической иронии они вернулись в тот же день, когда он покончил с собой.